# Kapetan bojnog broda
Kapetan bojnog broda je najviši časnički mornarički vojni čin u Hrvatskoj ratnoj mornarici. Nadređen je činu kapetana fregate, a podređen admiralskom činu komodora. U Hrvatskoj vojsci odgovara mu čin brigadira. Prema NATO-voj usporednoj klasifikaciji nosi oznaku OF-5. U Američkoj ratnoj mornarici odgovara činu captain, odnosno činu Kapitän zur See u Njemačkoj ratnoj mornarici.